# Узаков, Улугбек Юлдашевич
Улугбек Юлдашевич Узаков (узб. Ulug'bek Yo'ldoshevich Uzoqov; Узбекская ССР) — узбекский государственный деятель, с 23 декабря 2016 года по 2017 год хоким Джизакской области.

## Биография
23 декабря 2016 года президент Узбекистана Шавкат Мирзиёев назначил Улугбека Узакова хокимом Джизакской области. 30 октября 2017 года снят с занимаемой должности президентом Узбекистана за приписывание несуществующих тонн хлопка.
С 5 апреля 2018 года занимал должность хокима Дустликского района Джизакской области. 2 февраля 2021 года назначен первым заместителем хокима Ташкентской области по вопросам сельского и водного хозяйства.